# Stephen Hicks
Stephen Ronald Craig Hicks (ur. 19 sierpnia 1960 w Toronto) – kanadyjsko-amerykański filozof, profesor, kierownik Katedry Etyki i Przedsiębiorczości Uniwersytetu Rockford.

## Życiorys
W Kanadzie, po ukończeniu szkoły średniej, rozpoczął filozoficzną edukację zdobywając tytuł licencjata, a następnie magistra na Uniwersytecie Guelph. Doktoryzował się na Uniwersytecie Indiana w Bloomington. Rozprawę doktorską zatytułowaną „Fundacjonalizm. Geneza i uzasadnienie” obronił w 1991 roku. Następnie był wykładowcą na uniwersytetach w Michigan, New Jersey i Waszyngtonie.

## Publikacje
Hicks jest autorem trzech książek: Readings for Logical Analysis (1994, 1998), redakcja wraz z Davidem Kelley; Explaining Postmodernism: Skepticism and Socialism from Rousseau to Foucault (2004, 2011); Nietzsche and the Nazis (2010), która ukazała się w języku polskim pt. Nietzsche i naziści. Moje spojrzenie (Oficyna Wydawniczej Marcina Fuhrmanna, 2014).
Hicks jest również autorem kilkudziesięciu artykułów naukowych z dziedzin filozofii edukacji, filozofii polityki, etyki biznesu, historii i rozwoju sztuki współczesnej.